# هیده‌تومو ماسانو
هیده‌تومو ماسانو یا باکاریزوم (انگلیسی: Bakarhythm؛ زادهٔ ۲۸ نوامبر ۱۹۷۵) کمدین، شیوه روایت، بازیگر، فیلم‌نامه‌نویس، مؤلف، نمایشنامه‌نویس، ترانه‌سرا اهل ژاپن است.